# Ben Rhodes
Pour les articles homonymes, voir Rhodes.
Benjamin J. Rhodes dit Ben Rhodes, né le 14 novembre 1977, est un écrivain et un commentateur politique américain.
Il est le conseiller national adjoint pour les Communications stratégiques et les Discours des États-Unis du 20 janvier 2009 au 20 janvier 2017 durant la présidence de Barack Obama.
Sous l'administration Obama, Rhodes a dirigé les négociations secrètes avec Cuba, qui ont abouti à l'annonce par le président Obama et le président Raúl Castro le 17 décembre 2014, d'une normalisation des relations entre les deux pays. 
Avec Jake Sullivan, il est coprésident de National Security Action, qui promeut une politique étrangère progressiste comme alternative à l'approche de l'administration Trump. Il collabore régulièrement avec NBC News et MSNBC en tant que commentateur politique. 
En 2018, il publie The World as It Is, un best-seller du New York Times et un compte rendu des coulisses de la présidence d’Obama.

## Ouvrage
- Obama confidentiel. Dix ans dans l'ombre du président, Saint-Simon, 2019.